# Neobisium peyerimhoffi
Neobisium peyerimhoffi är en spindeldjursart som beskrevs av Jacqueline Heurtault 1990. Neobisium peyerimhoffi ingår i släktet Neobisium och familjen helplåtklokrypare. Inga underarter finns listade i Catalogue of Life.